# Enomotie

Spartanische Enomotie mit 36 Mann (Enomotarch mit schwarzem Schild)

Die Enomotie (griechisch: ἐνωμοτία) war die kleinste Unterabteilung der antiken griechischen Heere in der Phalanx und bestand in Sparta vermutlich aus 36 Mann, sonst wohl auch aus 25 bis 32 Mann. Der Begriff leitet sich von enomotos (ἐν-ώμοτος) her, was vereidigt oder durch einen  Eid verpflichtet bedeutet und darauf hinweist, dass vor der Einstellung in die Phalanx ein Diensteid zu leisten war. Der Anführer trug die Bezeichnung Enomotarch (ἐνωμόταρχος).

Enomotie mit 25 Mann (Enomotarch = schwarzer Schild, Ouragos = grüner Schild)

Auf die Stärke der Enomotie kann nur durch Auswertung der bekannten Fakten geschlossen werden. Die nächsthöhere Unterabteilung wurde als Pentekostie (πεντηκοστύς von pentekoste = fünfzig) bezeichnet und umfasste zwei Enomotien. Daher wird vermutet, dass die Enomotie ursprünglich 25 Mann umfasste, die in drei Reihen zu acht Mann nebeneinander in der Phalanx standen. Am rechten Flügel dürfte der Enomotarch gestanden haben, während der 25. Mann, wahrscheinlich ein altgedienter und erfahrener Hoplit, hinter der Formation stand, darauf zu achten hatte, dass jeder in der Formation blieb und die Bezeichnung Ouragos (eigentlich der Rottenschließer) trug. In späteren Zeiten kann die Stärke der Enomotie unter Wegfall des Ouragos auch auf 24 Mann verringert, oder auf 32 Mann erhöht worden sein, wodurch sich zwei Rotten zu je 12 Mann oder drei bis vier Rotten zu je acht Mann Tiefe bilden ließen.
Bewegte sich die Enomotie während des Marsches in einer Reihe, erfolgte die Aufstellung zur Schlachtordnung mit mehreren Rotten aus einem Linksaufmarsch heraus, damit die Rottenführer in die erste Schlachtreihe kamen.
Für die spartanische Armee finden sich Hinweise, dass die Enomotie 36 Mann hatte, woraus sich drei Rotten von 12 Mann Tiefe bilden ließen.
Während die Enomotien in der Phalanx gewöhnlich drei Rotten bildeten, finden sich Ausnahmen wie die Schlacht von Delion, wo der thebanische Feldherr Pagondas seinen rechten Flügel auf eine Tiefe von 25 Mann verstärkte. Die Erhöhung von 8 oder 12 auf 25 Mann Tiefe dürfte demnach keine willkürliche Festlegung gewesen sein. Vielmehr bildete auf dem rechten Flügel der thebanischen Armee bei Delion jede Enomotie nur eine einzelne Rotte.